# Guardians of the Galaxy (Marvel)
The Guardians of the Galaxy is een fictief superheldenteam uit de strips van Marvel Comics. De Guardians of the Galaxy is een groep ruimtewezens die strijden voor vrijheid in de ruimte en de grote schurken bestrijden die aanvallen in delen van de ruimte. Het team maakte zijn debuut in Marvel Super-Heroes #18 (januari 1969). Het team werd bedacht door Stan Lee, Arnold Drake en Roy Thomas.

## Groepsleden

### Moderne versie
Star-Lord -  Peter Quill is de stichter van de moderne versie van Guardians of the Galaxy. Met zijn ervaring als scherpschutter, hoge overlevingsvermogen door zijn helm en zijn krachtige pistolen kan hij de gemiddelde ruimteschurk makkelijk bestrijden. Sinds Star-Lord de Guardians of the Galaxy stichtte is hij niet weg gegaan bij zijn groep.
Groot - Groot zat niet vanaf het begin bij de Guardians of the Galaxy maar is vanaf zijn lidmaatschap een niet te missen teamlid. Met zijn kracht en elasticiteit is hij nauwelijks te stoppen door andere superschurken. 
Quasar - Phyla-Vell heeft haar naam veranderd sinds haar deelname aan de Guardians of the Galaxy naar Martyr. Martyr heeft bovenmenselijke krachten, ze kan vliegen en ze kan energie absorberen en overbrengen naar andere personen. 
Moondragon -  Heather Douglas is het laatste huidige lid van de Guardians of the Galaxy. Nadat ze was gered door Drax the Destroyer en haar huidige teamlid Phyla-Vell werd ze lid van de Guardians of the Galaxy. 
Gamora (voormalig)
Drax the Destroyer (voormalig)
Rocket Raccoon (voormalig)
Mantis (voormalig)
Adam Warlock (voormalig)
Cosmo the Space Dog (voormalig)
Nova (voormalig)
Major Victory (voormalig)
Bug (voormalig)
Jack Flag (voormalig)

### Marvel NOW! versie
- Iron Man
- Captain Marvel
- Agent Venom
- Angela

### All New All Different Marvel! versie
- Beta Ray Bill
- Cosmic Ghost Rider
- Kitty Pryde (voormalig)
- The Thing (voormalig)
- Ant-Man (voormalig)

### Originele team
- Stakar Ogord / Starhawk (leider/stichting)
- Aleta Ogord
- Charlie-27
- Martinex T'Naga
- Yondu Udonta
- Major Victory / Vance Astro
- Niki / Nicholette Gold
- Geena Drake
- Mainframe (voormalig)
- Krugarr (voormalig)
- Yellowjacket / Rita DeMara (voormalig)
- Replica (voormalig)
- Talon (voormalig)

### Galactic Guardians versie
- Martinex T'Naga (leider)
- Mainframe
- Replica
- Phoenix / Giraud
- Firelord / Pyreus Kril
- Hollywood / Simon Williams
- Spirit of Vengeance / Wileaydus Autolycus

### Marvel Cinematic Universe versie
Het eerste team van Guardians of the Galaxy (2014) t/m Guardians of the Galaxy Vol. 3 (2023) bestaat uit:
- Star-Lord (leider & stichter)
- Gamora (voormalig)
- Drax the Destroyer
- Rocket Raccoon
- Groot
- Nebula
- Mantis
- Kraglin
- Cosmo the Space Dog
- Yondu Udonta (voormalig)
- Thor (voormalig)
- Korg (voormalig)

Het tweede team vanaf Guardians of the Galaxy Vol. 3 (2023) bestaat uit:
- Rocket Raccoon (leider)
- Alpha Groot
- Adam Warlock
- Kraglin
- Cosmo the Space Dog
- Phyla-Vell
- Blurp

## In andere media

### Marvel Cinematic Universe
Sinds 2014 verscheen de Guardians of the Galaxy in het Marvel Cinematic Universe. Nadat Peter Quill een oneindigheidssteen heeft gevonden, komt hij in contact met Gamora, Rocket Raccoon, Groot en Drax the Destroyer doordat ze allemaal de oneindigheidssteen in bezit willen hebben en zo vormen ze samen de superheldengroep de Guardians of the Galaxy, met als doel het heelal te beschermen. De Guardians of the Galaxy zijn onder andere de strijd al aangegaan met Ronan the Accuser, Thanos, Ego the Living Planet, een deel van de Ravagers en Ayesha. Nadat een deel van Guardians op de planeet Titan tegen Thanos heeft gevochten, een deel van de Guardians op Aarde heeft gevochten tegen het leger van Thanos en Gamora is overleden door Thanos vermoord Thanos de helft van alle levende wezens nadat hij alle oneindigheidsstenen heeft verzameld. Teamleden Star-Lord, Drax the Destroyer, Groot en Mantis  sterven hierdoor. Nadat Rocket en The Avengers alle overleden mensen hebben teruggehaald helpen de Guardians mee in het grote gevecht tegen Thanos. Nadat Thanos is verslagen sluit Nebula en Thor zich aan bij de Guardians of the Galaxy. Later verlaat Thor samen met Korg de Guardians vanwege een dreiging voor alle goden, Gorr the God Butcher. Later gaan de Guardians of the Galaxy op hun laatste missie om Rocket's leven te redden en de High Evolutionary de verslaan. Waarna dit uiteindelijk lukt verlaten Star-Lord, Drax, Nebula en Mantis het team. Rocket Raccoon wordt kapitein van het nieuwe team bestaande uit: Groot, Adam Warlock, Kraglin, Cosmo, Phyla-Vell en Blurp. De Guardians of the Galaxy is te zien in de volgende films:
- Guardians of the Galaxy (2014)
- Guardians of the Galaxy Vol. 2 (2017)
- Avengers: Infinity War (2018)
- Avengers: Endgame (2019)
- Thor: Love and Thunder (2022)
- I Am Groot (2022) (Disney+)
- The Guardians of the Galaxy Holiday Special (2022) (Disney+)
- Guardians of the Galaxy Vol. 3 (2023)

### Televisieseries
De Guardians of the Galaxy hebben hun serie gehad genaamd Guardians of the Galaxy.